# 북시모어섬
북시모어섬(영어: North Seymour Island, 스페인어: Isla Seymour Norte)는 에콰도르 갈라파고스 제도의 발트라 섬 근처에 있는 작은 섬이다. 바다에서 분출한 용암으로 인해 형성된 섬이다. 섬 전체가 낮고, 관목이 많은 식생으로 뒤덮여 있다.

## 개요
이 섬은 영국 귀족인 휴 시모어 경(Lord Hugh Seymour)의 이름을 따서 명칭을 지었다. 면적은 1.9 km2이며, 최고점의 높이는 28m이다. 이 섬은 많은 푸른발 부비와 제비꼬리 갈매기의 보금자리이다. 또한 대규모 개체의 아메리카군함조가 살고 있는 곳이기도 하다.
북시모어는 섬의 내륙을 가로질러서, 바위가 많은 해안을 탐사할 수 있는 약 2km에 이르는 오솔길이 있다. 1930년대 캡틴 G. 앨런 핸콕이 발트라 섬에서 북시모어 섬으로 이주시킨 이구아나로부터 갈라파고스 육지 이구아나를 포획해서 부화시키는 프로그램의 저장소가 전해지고 있다.

## 사진

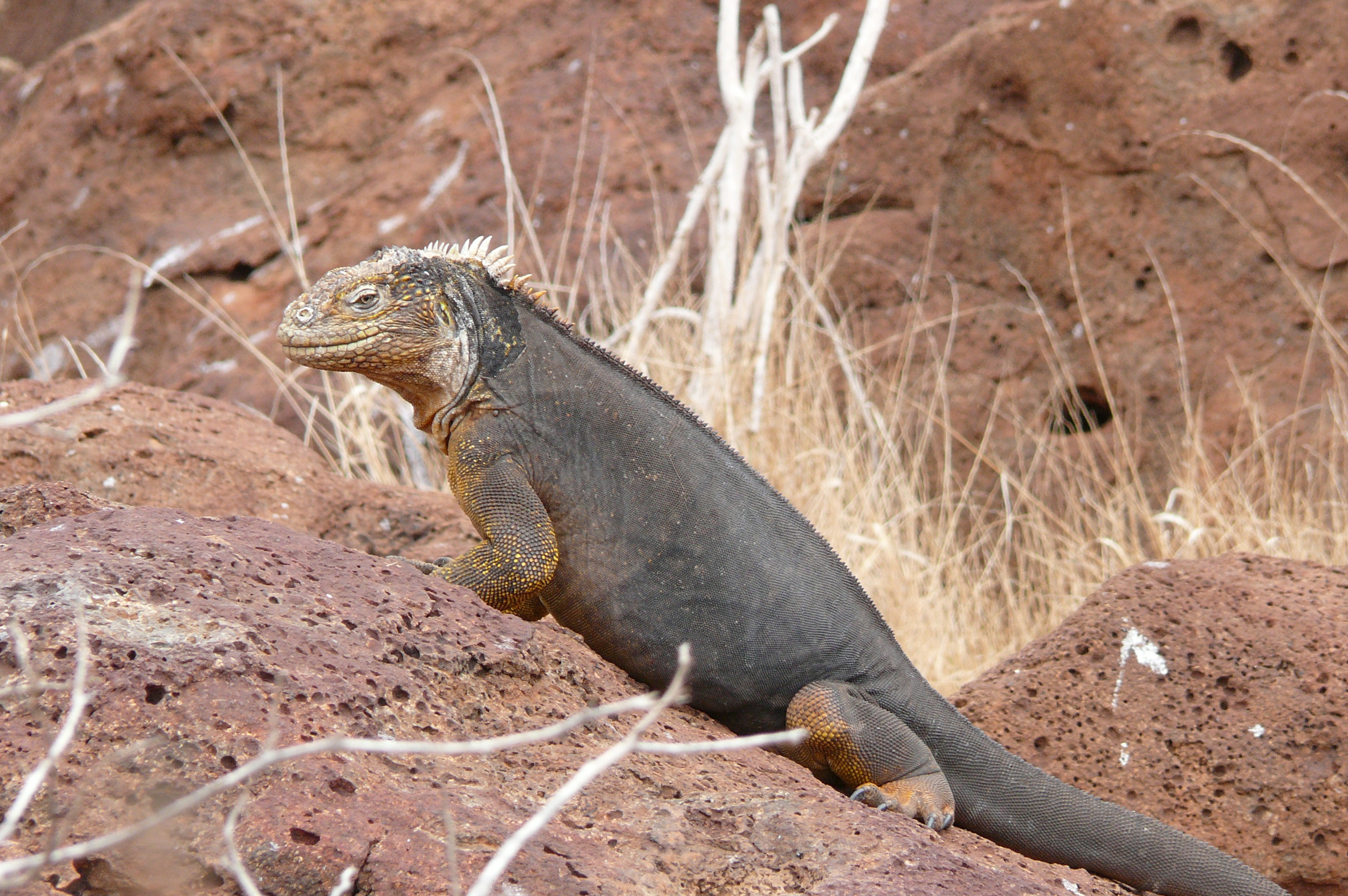
육지 이구아나
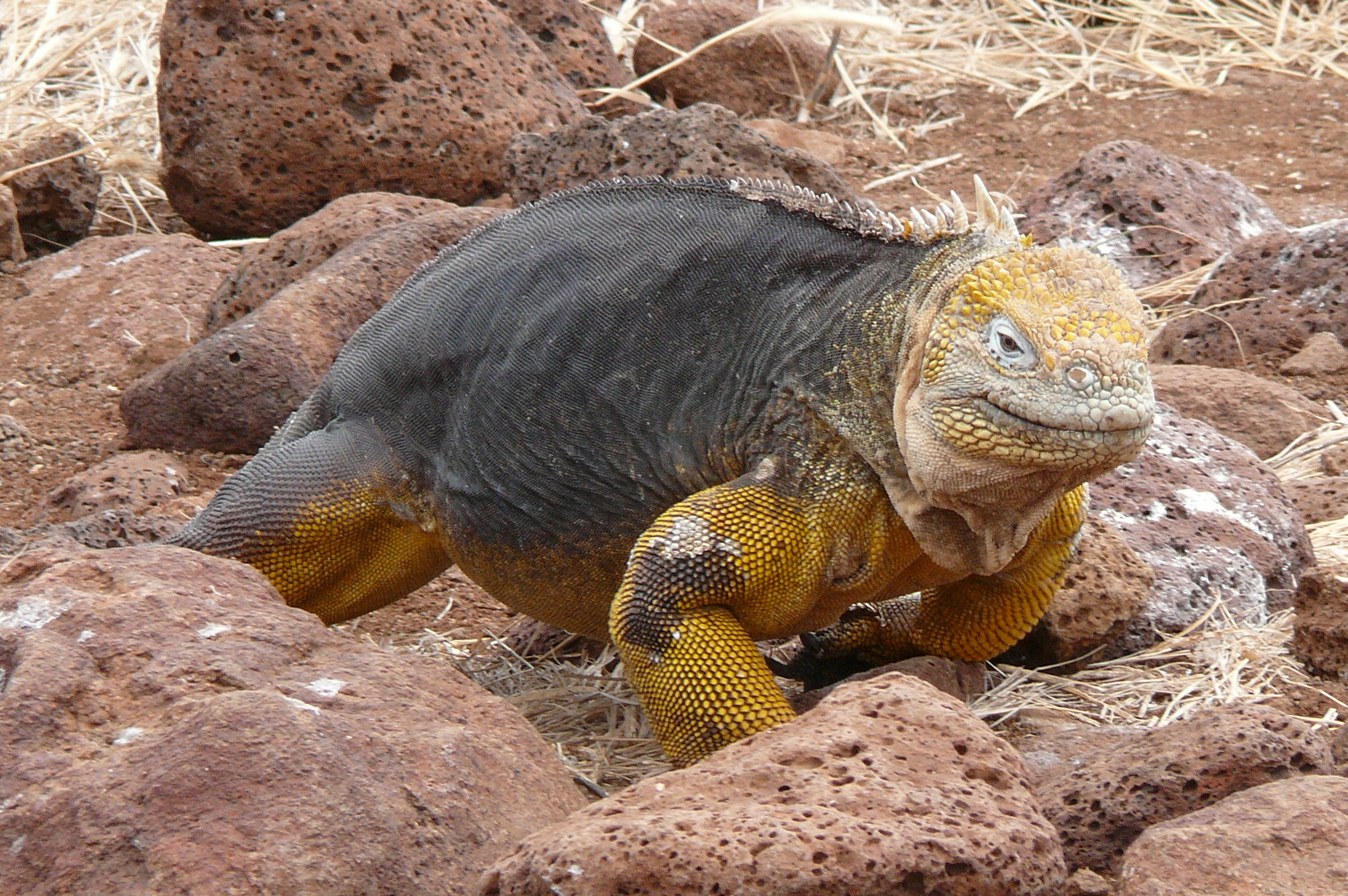
북시모어 섬의 육지 이구아나
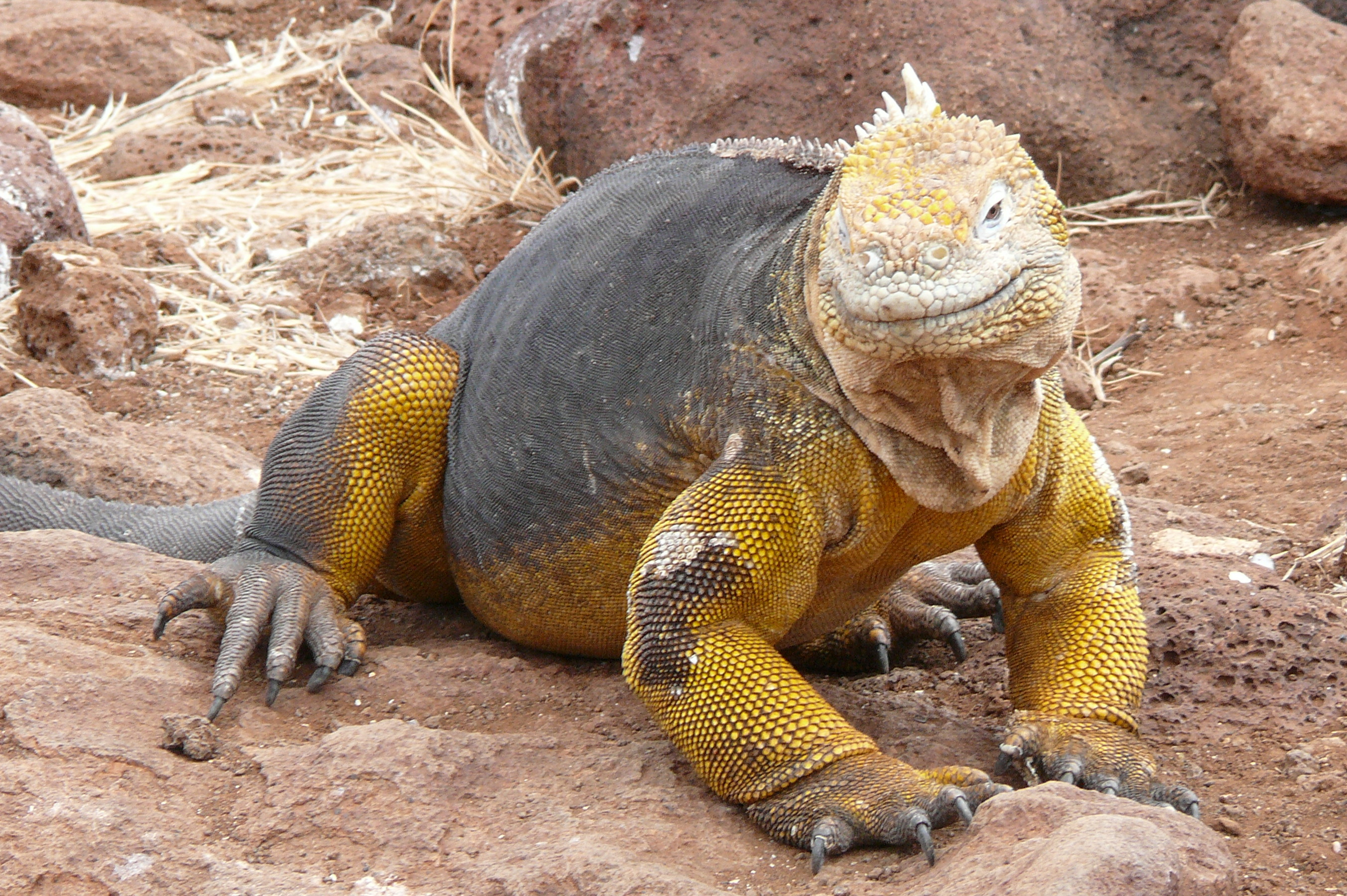
북시모어 섬 육지 이구아나
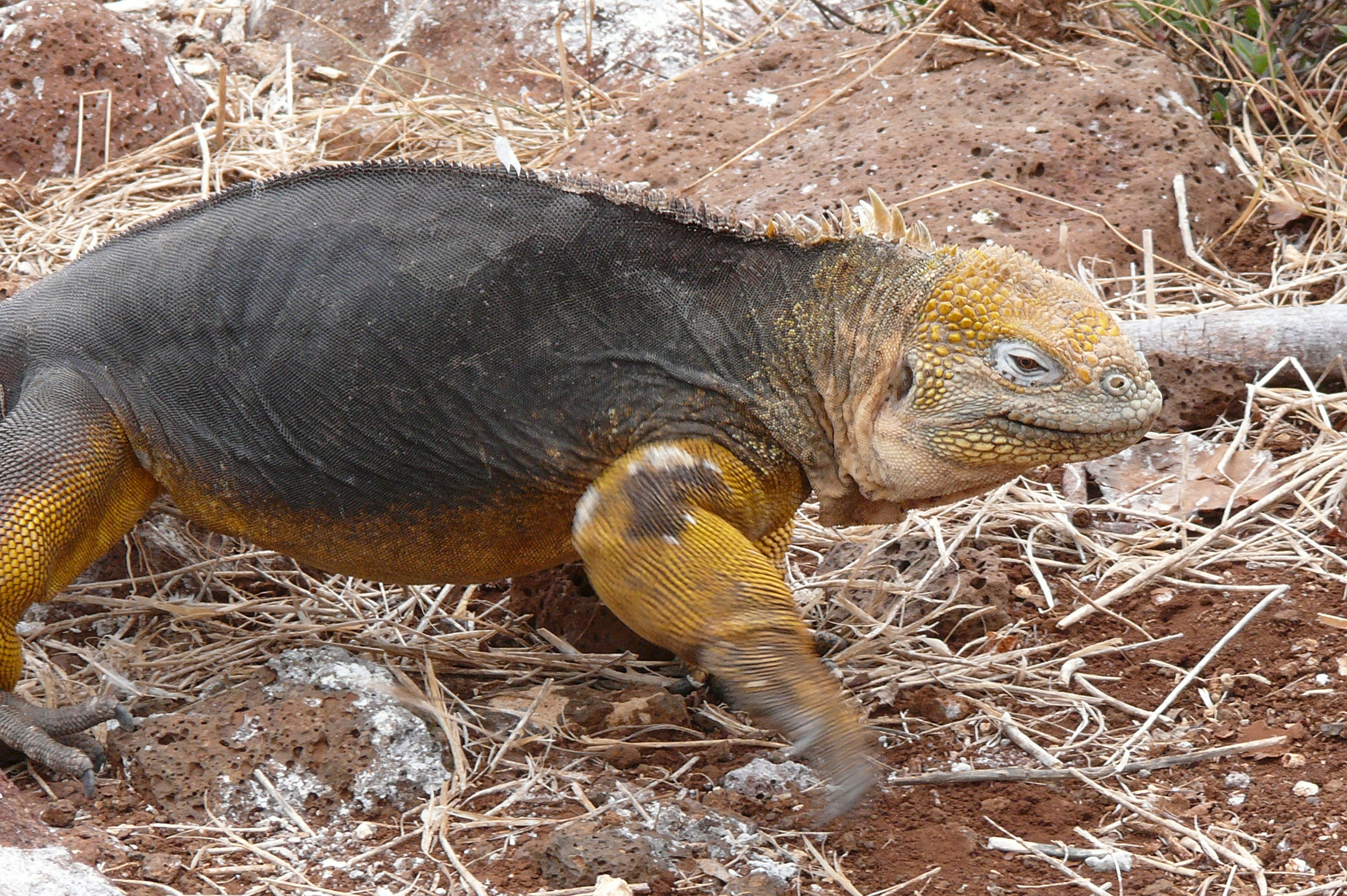
북시모어 섬 육지 이구아나

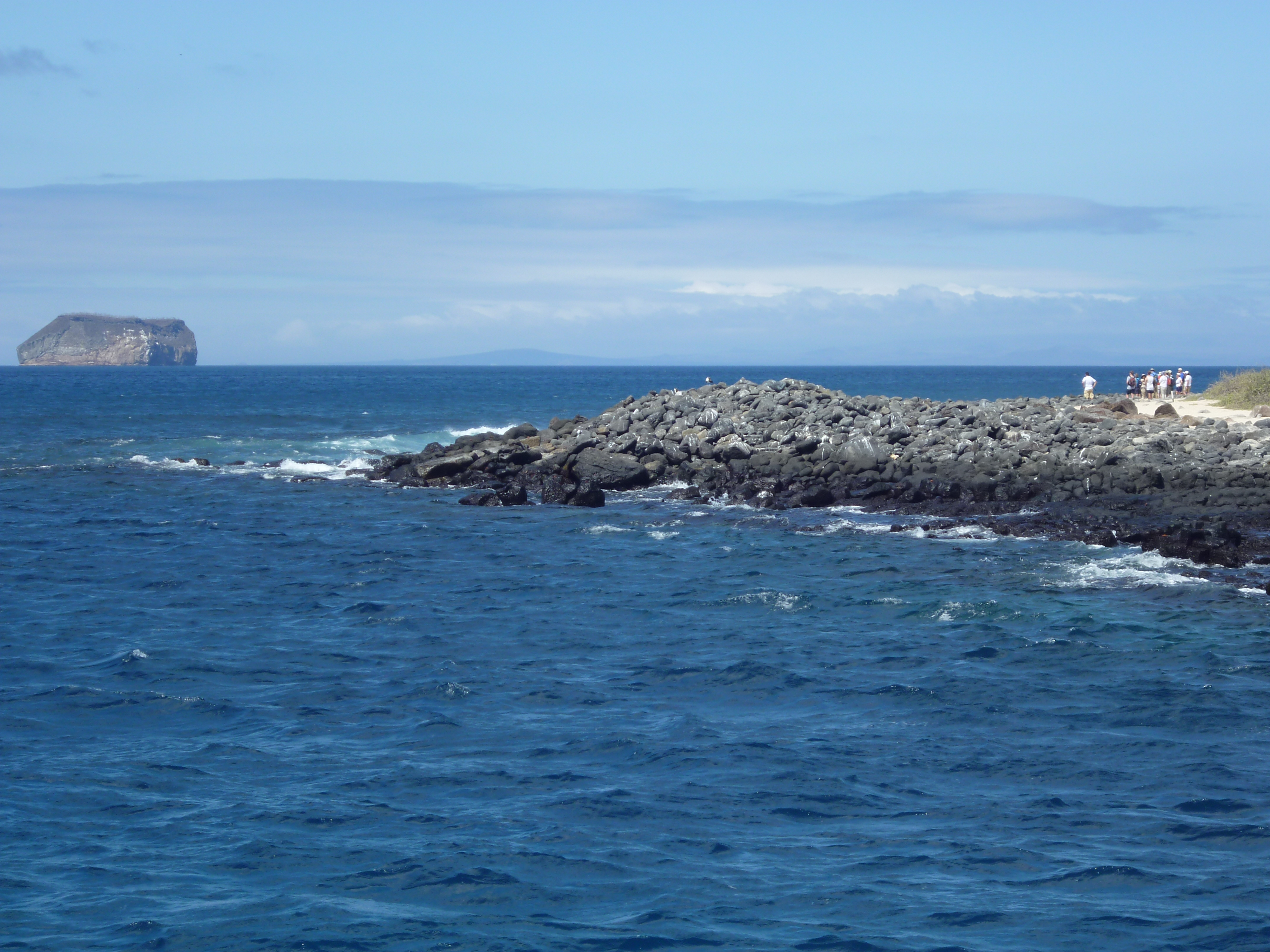
북시모어 섬
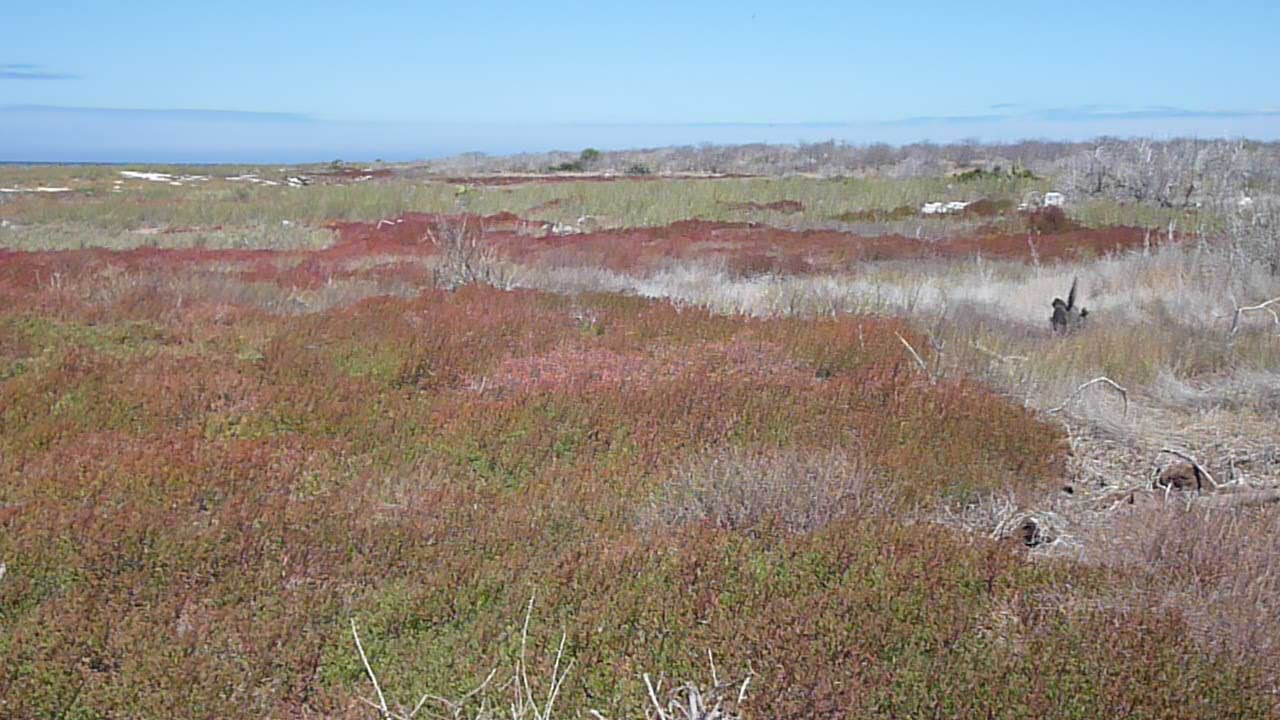
북시모어 섬
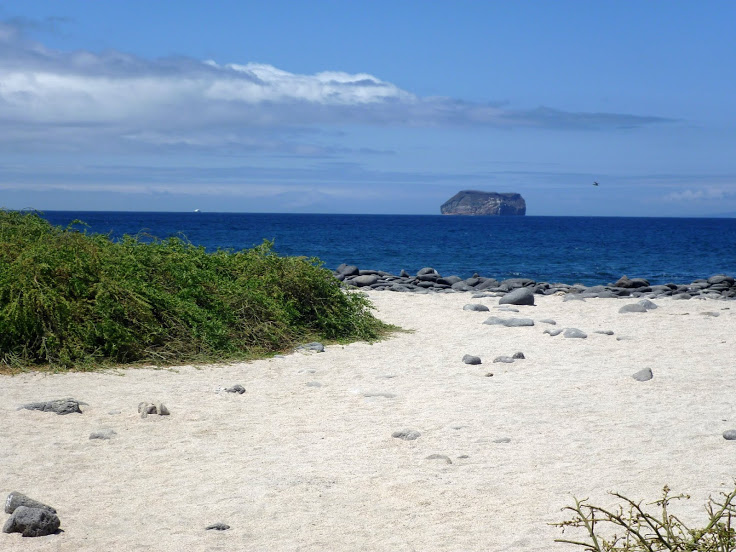
북시모어 섬
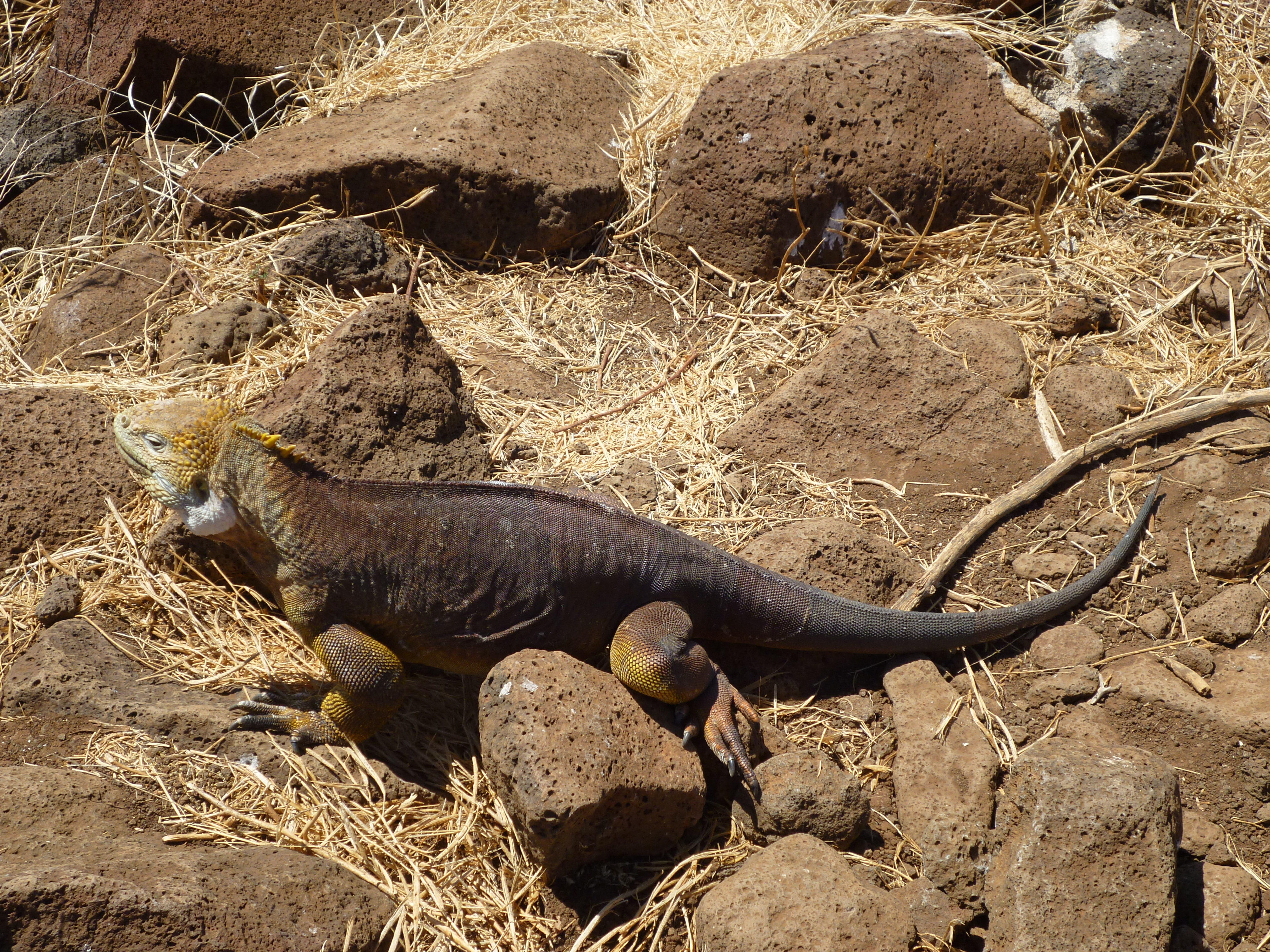
북시모어 섬
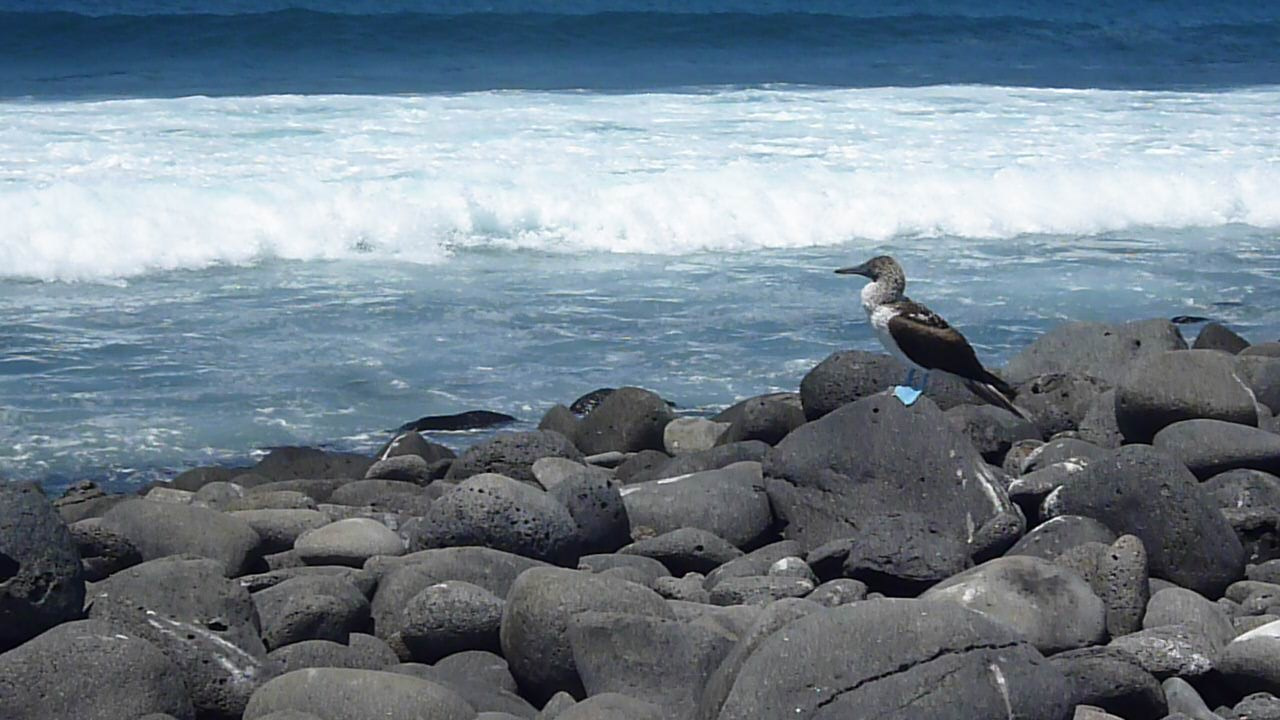
북시모어 섬
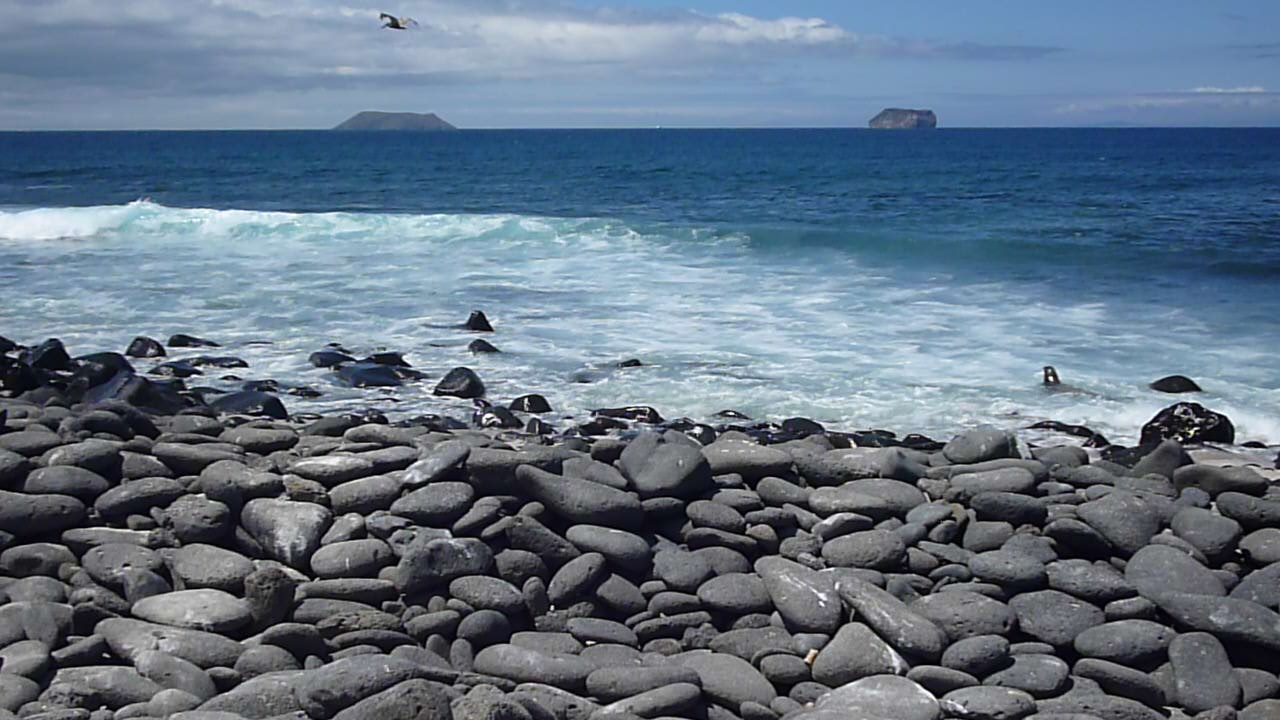
북시모어 섬